# Тох, Эрнст
Эрнст Тох (нем. Ernst Toch; 7 декабря 1887, Вена — 1 октября 1964, Санта-Моника) — американский композитор и педагог еврейского происхождения из Австрии, член Национального института искусств и литературы.

## Биография
Эрнст Тох родился 7 декабря 1887 года в Вене. В Венском и Гейдельбергском университетах Тох изучал медицину и философию. Учился игре на фортепиано у Вилли Реберга во Франкфурте-на-Майне (1909—1912), композиции учился самостоятельно. В 1913—1929 годах сам преподавал игру на фортепиано в Мангейме, в 1929—1933 годах — в Берлине.
После прихода к власти национал-социалистов Тох покинул родину, жил в Париже, Лондоне, а с 1934 года и до конца жизни — в США.
В 1935—1936 годах читал лекции по музыкальной эстетике в Новой школе социальных исследований Нью-Йорка. С 1937 года писал музыку к фильмам, работал в Голливуде. В 1939—1941 годах Тох давал уроки композиции в Университете Южной Калифорнии. Жил в Швейцарии (1950—1958), затем в Санта-Монике. С 1956 года был членом Национального института искусств и литературы. Скончался 1 октября 1964 года.

## Творчество
Музыка Тоха много исполнялась в 1940-е — 1950-е годы в США. Он был удостоен премий за некоторые сочинения (например, премии Пулитцера за 3-ю симфонию). Музыкальный язык Тоха традиционен и носит романтический характер. Его симфонические произведения отличаются мастерством инструментовки, а фортепианные — виртуозной техникой письма.
По словам его внука Лоуренса Вешлера, Эрнст Тох мог удержать в памяти длиннейшие серии чисел, переводя их в соответствующие мелодии.

## Сочинения
- Оперы:
  - «Принцесса на горошине» (Die Prinzessin auf der Erbse, 1927, Баден-Баден)
  - «Опахало» (Der Fächer, 1930, Кенигсберг)
  - Последняя сказка (The Last tale, 1962, Нью-Йорк)
- Кантаты:
  - «О моей родине» (An mein Vaterland, 1915)
  - «Вода» (Das Wasser, 1930)
  - «Кантата горьких трав» (Cantata of the bitter herbs, 1941)
- Сочинения для оркестра:
  - Симфонии:
    - 1-я (1950)
    - 2-я (1953)
    - 3-я (1955)
    - 4-я (1957)
    - 5-я, Иевфай (1963)
    - «Рапсодическая поэма» для струнного оркестра (1964)

  - Симфониетта для струнных (1964)
- Увертюры:
  - «Пиноккио» (1936)
  - «Цирк» (Zirkus, 1954)
- Сюиты:
  - Пёстрая (Bunte Suite, 1929)
  - Маленькая театральная сюита (Kleine Theater-Suite, 1931)
- 3 пантомимы (1964)
- Пьесы
- Музыка к фильмам

и др.